# 西枇杷島警察署
西枇杷島警察署（にしびわじまけいさつしょ）は、愛知県警察が管轄する警察署の一つである。

## 所在地
- 愛知県清須市西枇杷島町弁天32番地2

## 管轄区域
- 清須市
- 北名古屋市
- 西春日井郡豊山町（航空自衛隊小牧基地の区域を除く。）※小牧基地の区域は小牧警察署の管轄
- 名古屋市北区、春日井市及び小牧市のうち愛知県名古屋飛行場の区域

## 沿革
- 2005年7月7日 - 西春日井郡新川町・西枇杷島町・清洲町が新設合併し、清須市が発足。同時に警察署の住所も変更となる。所轄自治体は1市4町となる
- 2006年3月20日 - 西春日井郡師勝町・西春町が新設合併し、北名古屋市発足。所轄自治体は2市2町となる。
- 2009年10月1日 - 西春日井郡春日町が清須市に編入合併。所轄自治体は2市1町となる。

## 組織
- 警務課
  - 警務係
  - 住民サービス係
  - 留置管理係
- 会計課
  - 会計係
- 生活安全課
  - 生活安全(第一係・第二係)
  - 少年係
  - 保安(第一係・第二係)
- 地域課
  - 地域総務係
  - 地域(第一係～第三係)
  - 特別警戒隊
- 刑事課
  - 刑事総務係
  - 強行(第一係・第二係)
  - 盗犯係
  - 鑑識係
  - 知能係
  - 暴力薬物係
- 交通課
  - 交通総務係
  - 交通規制係
  - 指導取締係
  - 事故捜査係
- 警備課
  - 警備係

## 交番
（ ）の中は所在地

### 清須市
- 西枇杷島交番（清須市西枇杷島町花咲60番地）北緯35度12分14.1秒 東経136度51分57.2秒 / 北緯35.203917度 東経136.865889度
- 春日交番（清須市春日社子地32番地2）北緯35度14分10.6秒 東経136度50分35.1秒 / 北緯35.236278度 東経136.843083度
- 新川交番（清須市須ケ口駅前一丁目8番）北緯35度11分54.6秒 東経136度50分45.2秒 / 北緯35.198500度 東経136.845889度
- 清洲交番（清須市清洲一丁目6番1号）北緯35度12分59.1秒 東経136度50分13秒 / 北緯35.216417度 東経136.83694度

### 北名古屋市
- 師勝交番（北名古屋市鹿田合田80番地）北緯35度15分2.8秒 東経136度52分59.5秒 / 北緯35.250778度 東経136.883194度
- 高田寺交番（北名古屋市高田寺屋敷435番地の3）北緯35度14分34.3秒 東経136度53分29.7秒 / 北緯35.242861度 東経136.891583度
- 西春交番（北名古屋市弥勒寺西一丁目133番地）北緯35度14分56.7秒 東経136度52分0.3秒 / 北緯35.249083度 東経136.866750度
- 沖村交番（北名古屋市沖村沖浦82番地1）北緯35度14分28.7秒 東経136度51分41.8秒 / 北緯35.241306度 東経136.861611度

### 豊山町
- 豊山交番（西春日井郡豊山町大字豊場字高前90番地）北緯35度14分41.3秒 東経136度54分47.9秒 / 北緯35.244806度 東経136.913306度

## 駐在所
なし